# Irina Dobriagina
Irina Władimirowna Dobriagina (ros. Ирина Владимировна Добрягина; ur. 17 maja 1995 r. w Petersburgu) – rosyjska aerobiczka, mistrzyni świata, złota medalistka World Games.
Sport zaczęła uprawiać w 2003 roku. Międzynarodowy debiut nastąpił w 2013 roku podczas World Games 2013 w Cali. Na pierwszych swoich mistrzostwach świata w Cancún w 2014 roku zdobyła srebrny medal w kroku. W klasyfikacji drużynowej reprezentacja Rosji została sklasyfikowana na piątej pozycji. Dwa lata później w Inczon zajęła czwarte miejsce w kroku. W 2018 roku w Guimarães wywalczyła tytuł mistrzyni świata w kroku.
Podczas World Games 2013 w Cali zdobyła dwa srebrne medale: w kroku i tańcu. Cztery lata później na World Games 2017 we Wrocławiu wywalczyła złoto w kroku.